# Nils Mittmann
 (décembre 2023).
Nils Mittmann (né le 10 avril 1979 à Brunswick) est un joueur allemand de basket-ball.

## Carrière
Mittmann est découvert par Liviu Călin à l'âge de 15 ans lors d'un tournoi à la Christophorusschule de Brunswick. Călin attache une grande importance à la formation technique, il confirme que son protégé a de bonnes qualités athlétiques, un travail acharné et une attitude positive. En 1998, il intègre l'équipe première du SG Brunswick. Cependant, il ne fait que de courtes apparitions dans l'équipe de Bundesliga de Brunswick. En 2001, il rejoint le Ratiopharm Ulm et deux ans plus tard à Wurtzbourg Baskets. Après la relégation de Wurtzbourg en 2. Bundesliga ProB, il rejoint l'EnBW Ludwigsbourg en 2005.[réf. nécessaire]
Après trois ans à Ludwigsbourg, Mittmann retourne à l'équipe de Brunswick, désormais connue sous le nom de New York Phantoms, pour la saison 2008-2009 de Bundesliga. Le joueur de 29 ans signe un contrat jusqu'en 2010 avec une option pour une autre saison. En 2011, il prolonge son contrat de deux ans jusqu'à la fin de la saison 2012-2013.
Après cinq ans à Brunswick, Mittmann rejoint les Walter Tigers Tübingen. Tübingen collabore avec l'équipe d'Ulm, ville natale de sa femme, les Weißenhorn Youngstars (plus tard OrangeAcademy) en 2. Basketball-Bundesliga ProB, où il est transféré en 2014 et devient un cadre de cette équipe. En tant que capitaine, il joue un rôle important dans la victoire du titre de champion de ProB en 2017. 
Ce manager sportif de formation travaille d'abord à temps plein pour une agence numérique, puis à partir de 2019 dans la vente pour le club de Bundesliga d'Ulm. En novembre 2020, il revient au club de Brunswick en Bundesliga en tant que directeur général et directeur sportif.